# Sant'Antonino Ticino
Sant'Antonino Ticino is een plaats (frazione) in de Italiaanse gemeente Lonate Pozzolo.